# Takaishi
Takaishi (jap. 高石市 Takaishi-shi) – miasto w Japonii, na wyspie Honsiu, w prefekturze Osaka.

## Położenie
Miasto leży nad zatoką Osaka (Morze Wewnętrzne), w aglomeracji Osaki. Graniczy z:
- Sakai
- Izumi
- Izumiōtsu

## Historia
Miasto otrzymało status miejski szczebla -shi (市) 1 listopada 1966 roku.

## Miasta partnerskie
- Stany Zjednoczone: Lomita